# Bilal Mazhar
Bilal Mazhar Abdelrahman (en árabe: بلال مظهر عبدالرحمن‎; Châteauroux, Francia, 21 de noviembre de 2003) es un futbolista egipcio que juega de delantero en el Panathinaikos B de la Segunda Superliga de Grecia.

## Trayectoria
Fue el máximo goleador de la Superliga de Grecia juvenil en la temporada 2021-22. El 14 de septiembre de 2022 se convirtió en el cuarto jugador en marcar cinco goles en un solo partido en la historia de la Liga Juvenil de la UEFA. Ese partido se saldó con una victoria por 8-0 ante el PFC Slavia Sofia, durante la Liga Juvenil de la UEFA 2022-23.

## Vida personal
Es hijo del ex internacional egipcio Mazhar Abdel Rahman.

## Estadísticas

### Clubes
Actualizado al último partido disputado el 13 de noviembre de 2022.
| Club                     | Div.          | Temporada     | Liga  | Liga  | Copas nacionales | Copas nacionales | Copas internacionales | Copas internacionales | Total | Total |
| Club                     | Div.          | Temporada     | Part. | Goles | Part.            | Goles            | Part.                 | Goles                 | Part. | Goles |
| ------------------------ | ------------- | ------------- | ----- | ----- | ---------------- | ---------------- | --------------------- | --------------------- | ----- | ----- |
| Panathinaikos B · Grecia | 2.ª           | 2021-22       | 4     | 0     | —                | —                | —                     | —                     | 4     | 0     |
| Panathinaikos B · Grecia | Total club    | Total club    | 4     | 0     | 0                | 0                | 0                     | 0                     | 4     | 0     |
| Total carrera            | Total carrera | Total carrera | 4     | 0     | 0                | 0                | 0                     | 0                     | 4     | 0     |